# Сурія
Су́рія (кат. Súria) — муніципалітет, розташований в Автономній області Каталонія, в Іспанії. Код муніципалітету за номенклатурою Інституту статистики Каталонії — 82747. Знаходиться у районі (кумарці) Бажас (коди району — 07 та BG) провінції Барселона, згідно з новою адміністративною реформою перебуватиме у складі Баґарії (округи) Центральна Каталонія.

## Населення
Населення міста (у 2007 р.) становить 6.369 осіб (з них менше 14 років — 12,9 %, від 15 до 64 — 64,3 %, понад 65 років — 22,8 %). У 2006 р. народжуваність склала 58 осіб, смертність — 59 осіб, зареєстровано 31 шлюб. У 2001 р. активне населення становило 2.690 осіб, з них безробітних — 179 осіб.

Серед осіб, які проживали на території міста у 2001 р., 4.437 народилися в Каталонії (з них 4.064 особи у тому самому районі, або кумарці), 1.490 осіб приїхало з інших областей Іспанії, а 95 осіб приїхало з-за кордону. 

Університетську освіту має 9,1 % усього населення. 

У 2001 р. нараховувалося 2.105 домогосподарств (з них 15,7 % складалися з однієї особи, 28,8 % з двох осіб,24,6 % з 3 осіб, 22,1 % з 4 осіб, 6,1 % з 5 осіб, 2,1 % з 6 осіб, 0,4 % з 7 осіб, 0,1 % з 8 осіб і 0 % з 9 і більше осіб).

Активне населення міста у 2001 р. працювало у таких сферах діяльності : у сільському господарстві — 1 %, у промисловості — 42,1 %, на будівництві — 11,7 % і у сфері обслуговування — 45,2 %. 

 У муніципалітеті або у власному районі (кумарці) працює 2.085 осіб, поза районом — 896 осіб.

### Доходи населення
У 2002 р. доходи населення розподілялися таким чином :
| \| Доходи населення за статтями доходів \| Доходи населення за статтями доходів \| Доходи населення за статтями доходів \| \| Рік \| 2002 р. \| 2001 р. \| \| ------------------------------------ \| ------------------------------------ \| ------------------------------------ \| \| Заробітна платня \| 62,7 % \| 64,1 % \| \| Доходи від ведення бізнесу \| 14,5 % \| 13,9 % \| \| Соціальна допомога \| 22,8 % \| 22 % \| |         |         |
| Доходи населення за статтями доходів |         |         |
| Рік | 2002 р. | 2001 р. |
| Заробітна платня | 62,7 %  | 64,1 %  |
| Доходи від ведення бізнесу | 14,5 %  | 13,9 %  |
| Соціальна допомога | 22,8 %  | 22 %    |

### Безробіття
У 2007 р. нараховувалося 191 безробітний (у 2006 р. — 180 безробітних), з них чоловіки становили 28,3 %, а жінки — 71,7 %.

## Економіка
У 1996 р. валовий внутрішній продукт розподілявся по сферах діяльності таким чином :
| \| Валовий внутрішній продукт \| Валовий внутрішній продукт \| Валовий внутрішній продукт \| \| Рік \| 1996 р. \| 1991 р. \| \| -------------------------- \| -------------------------- \| -------------------------- \| \| Сільське господарство \| 1,9 % \| 1 % \| \| Промисловість \| 60,8 % \| 70,8 % \| \| Будівництво \| 5,5 % \| 3,6 % \| \| Послуги \| 31,8 % \| 24,6 % \| |         |         |
| Валовий внутрішній продукт |         |         |
| Рік | 1996 р. | 1991 р. |
| Сільське господарство | 1,9 %   | 1 %     |
| Промисловість | 60,8 %  | 70,8 %  |
| Будівництво | 5,5 %   | 3,6 %   |
| Послуги | 31,8 %  | 24,6 %  |

### Підприємства міста

#### Промислові підприємства
| \| Промислові підприємства міста, за сферою діяльності \| Промислові підприємства міста, за сферою діяльності \| Промислові підприємства міста, за сферою діяльності \| \| Рік \| 2002 р. \| 2001 р. \| \| --------------------------------------------------- \| --------------------------------------------------- \| --------------------------------------------------- \| \| Енергетичні та водні ресурси \| 14,8 % \| 15,1 % \| \| Хімія та метали \| 3,7 % \| 1,9 % \| \| Переробка металів \| 44,4 % \| 45,3 % \| \| Продукти харчування \| 1,9 % \| 1,9 % \| \| Текстиль \| 14,8 % \| 15,1 % \| \| Виробництво меблів, видання \| 13 % \| 13,2 % \| \| Інше \| 7,4 % \| 7,5 % \| \| Усього підприємств \| 54 \| 53 \| |         |         |
| Промислові підприємства міста, за сферою діяльності |         |         |
| Рік | 2002 р. | 2001 р. |
| Енергетичні та водні ресурси | 14,8 %  | 15,1 %  |
| Хімія та метали | 3,7 %   | 1,9 %   |
| Переробка металів | 44,4 %  | 45,3 %  |
| Продукти харчування | 1,9 %   | 1,9 %   |
| Текстиль | 14,8 %  | 15,1 %  |
| Виробництво меблів, видання | 13 %    | 13,2 %  |
| Інше | 7,4 %   | 7,5 %   |
| Усього підприємств | 54      | 53      |

#### Роздрібна торгівля
| \| Підприємства роздрібної торгівлі міста, за сферою діяльності \| Підприємства роздрібної торгівлі міста, за сферою діяльності \| Підприємства роздрібної торгівлі міста, за сферою діяльності \| \| Рік \| 2002 р. \| 2001 р. \| \| ------------------------------------------------------------ \| ------------------------------------------------------------ \| ------------------------------------------------------------ \| \| Продукти харчування \| 37,4 % \| 36,1 % \| \| Одяг та взуття \| 19,1 % \| 23 % \| \| Товари для дому \| 13,9 % \| 13,9 % \| \| Книги та періодичні видання \| 2,6 % \| 2,5 % \| \| Промислова хімічна продукція \| 7,8 % \| 7,4 % \| \| Продукція, пов'язана з транспортними засобами \| 1,7 % \| 0,8 % \| \| Інше \| 17,4 % \| 16,4 % \| \| Усього підприємств \| 115 \| 122 \| |         |         |
| Підприємства роздрібної торгівлі міста, за сферою діяльності |         |         |
| Рік | 2002 р. | 2001 р. |
| Продукти харчування | 37,4 %  | 36,1 %  |
| Одяг та взуття | 19,1 %  | 23 %    |
| Товари для дому | 13,9 %  | 13,9 %  |
| Книги та періодичні видання | 2,6 %   | 2,5 %   |
| Промислова хімічна продукція | 7,8 %   | 7,4 %   |
| Продукція, пов'язана з транспортними засобами | 1,7 %   | 0,8 %   |
| Інше | 17,4 %  | 16,4 %  |
| Усього підприємств | 115     | 122     |

#### Сфера послуг
| \| Підприємства міста, що працюють у сфері послуг, за діяльністю \| Підприємства міста, що працюють у сфері послуг, за діяльністю \| Підприємства міста, що працюють у сфері послуг, за діяльністю \| \| Рік \| 2002 р. \| 2001 р. \| \| ------------------------------------------------------------- \| ------------------------------------------------------------- \| ------------------------------------------------------------- \| \| Гуртова торгівля \| 9,1 % \| 8,9 % \| \| Готелі та готельний бізнес \| 16,5 % \| 18,5 % \| \| Транспорт та зв'язок \| 25,6 % \| 25 % \| \| Посередницькі фінансові послуги \| 3,7 % \| 3,6 % \| \| Послуги підприємствам \| 3,7 % \| 3 % \| \| Послуги фізичним особам \| 32,3 % \| 31,5 % \| \| Нерухомість та ін. \| 9,1 % \| 9,5 % \| \| Усього підприємств \| 164 \| 168 \| |         |         |
| Підприємства міста, що працюють у сфері послуг, за діяльністю |         |         |
| Рік | 2002 р. | 2001 р. |
| Гуртова торгівля | 9,1 %   | 8,9 %   |
| Готелі та готельний бізнес | 16,5 %  | 18,5 %  |
| Транспорт та зв'язок | 25,6 %  | 25 %    |
| Посередницькі фінансові послуги | 3,7 %   | 3,6 %   |
| Послуги підприємствам | 3,7 %   | 3 %     |
| Послуги фізичним особам | 32,3 %  | 31,5 %  |
| Нерухомість та ін. | 9,1 %   | 9,5 %   |
| Усього підприємств | 164     | 168     |

## Житловий фонд
У 2001 р. 6,3 % усіх родин (домогосподарств) мали житло метражем до 59 м2, 42,4 % — від 60 до 89 м2, 31,4 % — від 90 до 119 м2 і
19,9 % — понад 120 м2.

З усіх будівель у 2001 р. 35,4 % було одноповерховими, 35,5 % — двоповерховими, 21,8
% — триповерховими, 5 % — чотириповерховими, 1,4 % — п'ятиповерховими, 0,5 % — шестиповерховими,
0,3 % — семиповерховими, 0,1 % — з вісьмома та більше поверхами.

## Автопарк
| \| Автомобілі, зареєстровані у місті, за призначенням \| Автомобілі, зареєстровані у місті, за призначенням \| Автомобілі, зареєстровані у місті, за призначенням \| \| Рік \| 2006 р. \| 2005 р. \| \| -------------------------------------------------- \| -------------------------------------------------- \| -------------------------------------------------- \| \| Приватні автомобілі \| 70,9 % \| 72 % \| \| Мотоцикли \| 7,5 % \| 7,2 % \| \| Вантажівки \| 16,8 % \| 16,3 % \| \| Трактори \| 0,9 % \| 0,9 % \| \| Автобуси та ін. \| 3,9 % \| 3,7 % \| \| Усього автомобілів \| 4.145 шт. \| 3.995 шт. \| |           |           |
| Автомобілі, зареєстровані у місті, за призначенням |           |           |
| Рік | 2006 р.   | 2005 р.   |
| Приватні автомобілі | 70,9 %    | 72 %      |
| Мотоцикли | 7,5 %     | 7,2 %     |
| Вантажівки | 16,8 %    | 16,3 %    |
| Трактори | 0,9 %     | 0,9 %     |
| Автобуси та ін. | 3,9 %     | 3,7 %     |
| Усього автомобілів | 4.145 шт. | 3.995 шт. |

## Вживання каталанської мови
У 2001 р. каталанську мову у місті розуміли 96,8 % усього населення (у 1996 р. — 96,6 %), вміли говорити нею 77,5 % (у 1996 р. -
82,9 %), вміли читати 76,9 % (у 1996 р. — 80 %), вміли писати 54,6
% (у 1996 р. — 46,6 %). Не розуміли каталанської мови 3,2 %.

## Політичні уподобання
У виборах до Парламенту Каталонії у 2006 р. взяло участь 3.099 осіб (у 2003 р. — 3.540 осіб). Голоси за політичні сили розподілилися таким чином:
| \| Вибори до Парламенту Каталонії \| Вибори до Парламенту Каталонії \| Вибори до Парламенту Каталонії \| \| Рік \| 2006 р. \| 2003 р. \| \| -------------------------------------- \| ------------------------------ \| ------------------------------ \| \| Конвергенція та Єднання (CiU) \| 34,5 % \| 35 % \| \| Соціалістична партія Каталонії (PSC) \| 34 % \| 37,9 % \| \| Народна партія (PP) \| 6,4 % \| 5,5 % \| \| Ініціатива за зелену Каталонію (IC) \| 8,3 % \| 6,2 % \| \| Республіканська лівиця Каталонії (ERC) \| 14,1 % \| 14,7 % \| \| Громадянська партія (C's) \| 0,8 % \| 0 % \| \| Інші \| 1,9 % \| 0,7 % \| |         |         |
| Вибори до Парламенту Каталонії |         |         |
| Рік | 2006 р. | 2003 р. |
| Конвергенція та Єднання (CiU) | 34,5 %  | 35 %    |
| Соціалістична партія Каталонії (PSC) | 34 %    | 37,9 %  |
| Народна партія (PP) | 6,4 %   | 5,5 %   |
| Ініціатива за зелену Каталонію (IC) | 8,3 %   | 6,2 %   |
| Республіканська лівиця Каталонії (ERC) | 14,1 %  | 14,7 %  |
| Громадянська партія (C's) | 0,8 %   | 0 %     |
| Інші | 1,9 %   | 0,7 %   |

У муніципальних виборах у 2007 р. взяло участь 3.291 особа (у 2003 р. — 3.602 особи). Голоси за політичні сили розподілилися таким чином:
| \| Муніципальні вибори \| Муніципальні вибори \| Муніципальні вибори \| \| Рік \| 2007 р. \| 2003 р. \| \| -------------------------------------- \| ------------------- \| ------------------- \| \| Конвергенція та Єднання (CiU) \| 7 % \| 13,3 % \| \| Соціалістична партія Каталонії (PSC) \| 35,9 % \| 42,8 % \| \| Народна партія (PP) \| 2,1 % \| 0 % \| \| Ініціатива за зелену Каталонію (IC) \| 4,1 % \| 0 % \| \| Республіканська лівиця Каталонії (ERC) \| 7,2 % \| 7,5 % \| \| Громадянська партія (C's) \| 0 % \| 0 % \| \| Інші \| 43,8 % \| 36,4 % \| |         |         |
| Муніципальні вибори |         |         |
| Рік | 2007 р. | 2003 р. |
| Конвергенція та Єднання (CiU) | 7 %     | 13,3 %  |
| Соціалістична партія Каталонії (PSC) | 35,9 %  | 42,8 %  |
| Народна партія (PP) | 2,1 %   | 0 %     |
| Ініціатива за зелену Каталонію (IC) | 4,1 %   | 0 %     |
| Республіканська лівиця Каталонії (ERC) | 7,2 %   | 7,5 %   |
| Громадянська партія (C's) | 0 %     | 0 %     |
| Інші | 43,8 %  | 36,4 %  |